# Dragon Ball: The Path to Power
Dragon Ball: The Path to Power (ドラゴンボール 最強への道 Doragon Bōru Saikyō e no Michi) is de zeventiende animatiefilm gebaseerd op de Dragon Ball-manga, na de eerste drie Dragon Ball-films en dertien Dragon Ball Z-films. Het is een hervertelling van de originele Dragon Ball-animeserie. Het werd oorspronkelijk uitgebracht in Japan op 4 maart 1996 op de Toei Anime Fair, samen met de filmversie van Neighborhood Story. De film werd geproduceerd om de tiende verjaardag van de Dragon Ball franchise te herdenken.

## Verhaal
Goku is een jongen met een apenstaart en heeft een bovenmenselijke kracht, is bedreven in vechtsporten, en woont helemaal alleen op de berg Paozu. Op een dag, nadat hij een vis vangt om te eten, rijdt een meisje in een auto (Bulma) hem bijna aan. Hij ziet de auto aan voor een monster en gooit het op zijn kant, maar wordt neergeschoten door Bulma. Hij denkt dat ze een soort demon is, maar ze overtuigt hem dat ze een mens is, zelfs al heeft ze geen staart. Hij nodigt haar uit in zijn huis, omdat zijn dode opa altijd zei dat hij aardig moet zijn tegen meisjes. Als ze in het huis gaan toont Goku Bulma een oranje gloeiende bal en denkt dat het zijn opa is. Bulma legt hem de legende van de Dragon Balls en de Eeuwige Draak uit. Om Goku te overtuigen om met haar de Dragon Balls te gaan zoeken, biedt ze hem aan om haar lichaam te betasten, maar als dat niet werkt, vertelt ze hem dat hij er sterker van zal worden. Hij gaat akkoord, en ze vertrekken.
Echter, de reis is vol gevaren, omdat ze zullen worden geconfronteerd met woestijn-bandiet Yamcha, het transformerende varken Oolong, en het Red Ribbon Army, die de Dragon Balls wil verzamelen om de wereld te veroveren.

## Rolverdeling
| Karakter          | Japans            | Engels            |
| ----------------- | ----------------- | ----------------- |
| Goku              | Masako Nozawa     | Stephanie Nadolny |
| Bulma             | Hiromi Tsuru      | Tiffany Vollmer   |
| Oolong            | Naoki Tatsuta     | Bradford Jackson  |
| Yamcha            | Tōru Furuya       | Christopher Sabat |
| Puar              | Naoko Watanabe    | Monika Antonelli  |
| Master Roshi      | Kōhei Miyauchi    | Mike McFarland    |
| Shenron           | Kenji Utsumi      | Christopher Sabat |
| Turtle            | Daisuke Gōri      | Christopher Sabat |
| Commander Red     | Kenji Utsumi      | Kyle Hebert       |
| Officer Black     | Masaharu Satō     | Christopher Sabat |
| General Blue      | Bin Shimada       | Sonny Strait      |
| General White     | Hirohiko Kakegawa | Kyle Hebert       |
| Major Metallitron | Hisao Egawa       | Chris Rager       |
| Android 8/Eighter | Shōzō Iizuka      | Mike McFarland    |
| Narrator          | Jōji Yanami       | Brice Armstrong   |